# Miner Wars 2081
Miner Wars 2081 je český vesmírný simulátor od studia Keen Software House. Hra vyšla 28. listopadu 2012. Hra běží na VRAGE enginu a byla inspirována Descentem od Parallax Software. K hraní hry bylo v době vydání potřeba neustálé připojení k internetu. Po dvou měsících však byla hra uvolněna k hraní offline. Dle slov Marka Rosy se do 2 měsíců po vydání prodalo přes 50 000 kusů. Na Booom 2012 byla hra nominována na nejlepší českou hru roku. Hra nebyla příliš dobře přijata kritiky, ale získala si pozitivní ohlas u komunity hráčů.

## Hratelnost
Hra se odehrává v otevřeném a ničitelném světě. Ten s dokončením misí a hraním online zůstává trvalým. Hráč ovládá těžařskou loď, s níž se pohybuje uvnitř Sluneční soustavy. Miner Wars 2081 je akčně orientovanou hrou a mise se skládají z různých úkolů - záchrana, pomsta, průzkum, obrana základny, krádež, transportace, závodění, těžba, čistě bojové mise atd. Jedním z hlavních aspektů hry je přežití. Hráč musí využívat zásoby, kyslíku, munice, zbraní a rudy, pokud chce přežít. Hra taktéž obsahuje multiplayer, kdy hráči mohou hrát spolu i proti sobě. Kampaň lze hrát v kooperativním módu.

## Příběh
V roce 2070 se lidstvo, v rámci projektu Genesis, pokusilo čerpat energii ze Slunce. Následky byly fatální - Země byla spolu s ostatními planetami zničena. Přežili jen ti, kteří se nacházeli na vesmírných stanicích.
Hra se odehrává 11 let po zničení Země. Ve vesmíru zatím došlo k znovuzformování států, které spolu začaly brzy soupeřit o suroviny a území.

## Postavy

### Apollo Rainier
Hlavní hrdina hry a primární hratelná postava. Pochází z majetné a vlivné rodiny Rainierů. Když byla Země zničena, bylo mu teprve 16 let. Od té doby se o něj staral jeho bratr Marcus, který jej bral na těžařské a průzkumné výpravy a zajistil mu studium na Vojenské výzkumné Akademii na stanici Nový Greenbelt, kde studoval vojenské inženýrství. Je uvážlivější a zodpovědnější než jeho bratr.

### Marcus Rainier
Apollův starší bratr. Studoval na McGillově Univerzitě v Kanadě, kterou dokončil dva roky, před selháním projektu Genesis. V minulosti pracoval již pro několik frakcí. Je mnohem více horkokrevný a méně disciplinovaný než jeho bratr. Misí se účastní spolu s Apollem, jako pilot druhé lodi.

### Madelyn Lloyd
Její rodina byla blízká rodině Rainierů. Poprvé se s Apollem a Marcusem setkala roku 2072 na jedné misi, kdy Madelyn byla navigátorem a Marcus velitelem. Poté byla čtyři roky ve vztahu s Marcusem. Po rozchodu zůstali v kontaktu. Je inteligentní, zodpovědná a vzdělaná. Drží bratry na uzdě, když mají tendenci chovat se příliš tvrdohlavě a horkokrevně. Doprovází bratry Rainiery na jejich misích.

## Frakce

### Euro-Americká Konfederace
Tato frakce je zodpovědná za současnou situaci lidstva, což jí působí určité problémy. Jde o nejvýznamnější frakci ve vesmíru a disponuje pokročilými technologiemi. Udržuje si přátelské vztahy s většinou legálních frakcí.

### Čínská lidová republika
Jde o nejlidnatější a nejrozlehlejší stát. Patří mezi nejsilnější frakce. Vlastní většinu těžebních zařízení na asteroidech. Jediný spojenec Číny je Rusko.

### Čtvrtá říše
Založili ji potomci nacistických rodin, kteří se v 50. letech 21. století, dostali do vesmíru. Soustředí se, v důsledku své ideologie, na genové inženýrství. Jde o nejagresivnější frakci.

### Ruská Federace
Významná frakce, která úzce spolupracuje s Čínou. Území Ruska je bohaté na nerosty.

### OmniCorp
Nestátní frakce, která je však velmi významná a drží mnoho investicí ve významných frakcích (výjimkou jsou Rusko a Čína, které jsou OmniCorpu nepřátelsky naladěné). Je technologicky nejpokročilejší.

### Méně významné frakce
- Japonská říše
- Svobodná Republika Indie
- Arabská islámská říše
- Společenství Svaté Církve
- Nadace pro vesmírný výzkum a průzkum
- Svobodná Asie
- různé skupiny ve vesmíru

## Vývoj
Vývoj začal v roce 2002, jako vedlejší projekt Marka Rosy. Ten v roce 2007 založil Keen Software House. V roce 2009 začal aktivní vývoj hry. Roku 2010 vyšel trailer, který mimo jiné zaujal Dana Wentze. Ten složil hudbu pro hry jako Descent, Saints Row, FreeSpace, a Red Faction. Tým se v průběhu vývoje rozrůstal a v říjnu 2010 vyšla pre-alfa verze s demoverzí hry. Zájemci si navíc mohli hru za zlevněnou cenu předobjednat. 28. srpna 2012 vyšlo Miner Wars Arena, odnož Miner Wars 2081. V říjnu 2012 byla hra schválena k distribuci přes Steam. 28. listopadu 2012 hra vyšla. 14. března 2013 Keen Software House zveřejnil zdrojový kód hry, což má umožnit tvorbu modifikací.